# Sandra Maria Feliciano de Oliveira e Azevedo
Sandra Maria Feliciano de Oliveira e Azevedo (1956) es una bióloga, botánica, algóloga, ecóloga, geobotánica, curadora, y profesora brasileña.

## Biografía
En 1978, obtuvo la licenciatura en Ciencias Biológicas por la Universidad Federal de São Carlos; en 1982, y por la misma casa de altos estudios, un título de maestría en ecología y recursos naturales, defendiendo la tesis Efeitos dos produtos de decomposicao de 'Nymphoides indica' e 'Mayaca selloviana' em culturas puras de 'Scenedesmus quadricauda' (Chlorophycease),, con la supervisión del Dr. Adalberto Perdigao Pacheco de Toledo; y, en 1988, el doctorado en geociencia, por la misma casa de altos estudios, siendo becaria del Consejo Nacional de Desenvolvimiento Científico y Tecnológico, CNPq, Brasil, como también para la maestría.
Actualmente es profesora en el Instituto de Biofísica Carlos Chagas Filho, de la Universidad Federal de Río de Janeiro. Tiene experiencia en limnología y ecotoxicología, con énfasis en ecología del fitoplancton, actuando sobre cianobacterias, cianotoxinas, bioacumulación y efectos sobre la salud pública. Es parte de INCT: Instituto Nacional de Salud y Medio Ambiente Investigación Traslacional en la región amazónica - INPeTAm desde 2008 y miembro del comité de dirección INPeTAM desde 2010.

## Algunas publicaciones
- OLIVEIRA, VINÍCIUS R.; AVILA, MARIANA B.; CARVALHO, GIOVANNA M. C.; AZEVEDO, SANDRA M. F. O.; LIMA, LIDIA M.; BARREIRO, E. J.; CARVALHO, ALYSSON R.; ZIN, W. A. 2015. Investigating the therapeutic effects of LASSBio-596 in an in vivo model of cylindrospermopsin-induced lung injury. Toxicon (Oxford) 94: 29-35

- MATTOS, L. J.; VALENÇA, S. S.; AZEVEDO, S. M. F. O.; SOARES, R. M. 2014. Dualistic evolution of liver damage in mice triggered by a single sublethal exposure to Microcystin-LR. Toxicon (Oxford) 83: 43-51

- JIANG, Y.; XIAO, P.; YU, G.; SHAO, J.; LIU, D.; AZEVEDO, S. M. F. O.; LI, R. 2014. Sporadic Distribution and Distinctive Variations of Cylindrospermopsin Genes in Cyanobacterial Strains and Environmental Samples from Chinese Freshwater Bodies. Applied and Environmental Microbiology (impreso) 80: 5219-5230

- GUEDES, IAMÊ A.; DA COSTA LEITE, D. M.; MANHÃES, L. A.; BISCH, PAULO M.; AZEVEDO, S. M. F. O. E.; PACHECO, A. B. FURLANETTO. 2014. Fluctuations in microcystin concentrations, potentially toxic Microcystis and genotype diversity in a cyanobacterial community from a tropical reservoir. Harmful Algae 39: 303-309

- FONSECA, A. L.; DA SILVA, J.; NUNES, E. A.; AZEVEDO, S. M. F. O.; SOARES, R. M. 2014. Genotoxicity of treated water containing the cylindrospermopsin-producer. Journal of Water and Health 12: 474

- FONSECA, A. L.; LANKOFF, A; AZEVEDO, S. M. F. O.; SOARES, R. M. 2013. Effects on DNA and cell viability of treated water contaminated with Cylindrospermopsis raciborskii extract including cylindrospermopsin. Journal of the Brazilian Society of Ecotoxicology 8: 135-141

- CARNEIRO, R. L.; SILVA, A.; MAGALHÃES, V. F.; AZEVEDO, S. M. F. O. 2013. Use of the cell quota and chlorophyll content for normalization of cylindropermopsin produced by two Cylindrospermopsis raciborskii strains grown under different light intensities. Journal of the Brazilian Society of Ecotoxicology 8: 93-100

- HILBORN, ELIZABETH D.; SOARES, R. M.; SERVAITES, J. C.; DELGADO, A. G.; MAGALHÃES, V. F.; CARMICHAEL, W. W.; AZEVEDO, S. M. F. O. 2013. Sublethal Microcystin Exposure and Biochemical Outcomes among Hemodialysis Patients. Plos One 8: e69518

- DA COSTA, SIMONE M.; DA S. FERRÃO-FILHO, A.; AZEVEDO, S. M. F. O. 2013. Effects of saxitoxin- and non-saxitoxin-producing strains of the cyanobacterium Cylindrospermopsis raciborskii on the fitness of temperate and tropical cladocerans. Harmful Algae 28: 55-63

- CARNEIRO, R.; PACHECO, ANA; De OLIVEIRA e AZEVEDO, S. 2013. Growth and Saxitoxin Production by Cylindrospermopsis raciborskii (Cyanobacteria) Correlate with Water Hardness. Marine Drugs 11: 2949-2963

- SOARES, M. C. S.; MARINHO, M. M.; AZEVEDO, S. M. F. O.; BRANCO, C. W. C.; HUSZAR, V. L. M. 2012. Eutrophication and retention time affecting spatial heterogeneity in a tropical reservoir. Limnologica (Jena) 42: 197-203

- OLIVEIRA, V. R.; CARVALHO, G. M. C.; AVILA, M. B.; SOARES, R. M. ; AZEVEDO, S. M. F. O.; FERREIRA, T. S.; VALENÇA, S. S.; FAFFE, D. S.; ZIN, W. A. 2012. Time-dependence of lung injury in mice acutely exposed to cylindrospermopsin. Toxicon (Oxford) 60: 764-772

- GAZULHA, V.; MANSUR, M. C. D.; CYBIS, L.F. ; AZEVEDO, S. M. F. O. 2012. Grazing impacts of the invasive bivalve Limnoperna fortunei (Dunker, 1857) on single-celled, colonial and filamentous cyanobacteria. Brazilian Journal of Biology (Impreso) 72: 33-39

- GAZULHA, V.; MANSUR, M. C. D.; CYBIS, L. F.; AZEVEDO, S. M. F. O. 2012. Feeding behavior of the invasive bivalve Limnoperna fortunei (Dunker, 1857) under exposure to toxic cyanobacteria Microcystis aeruginosa. Brazilian Journal of Biology (impreso) 72: 41-49

- LOWE, J.; SOUZA-MENEZES, J.; FREIRE, D. S.; MATTOS, L. J.; CASTIGLIONE, R. C.; CASTIGLIONE, R. C.; BARBOSA, C. M. L.; SANTIAGO, L.; FERRÃO, F. M.; CARDOSO, L. H. D.; DA SILVA, R. T.; VIEIRA-BEIRAL, H. J.; VIEYRA, A.; MORALES, M. M.; AZEVEDO, S. M. F. O. 2012. Single sublethal dose of microcystin-LR is responsible for different alterations in biochemical, histological and physiological renal parameters. Toxicon (Oxford) 59: 601-609

- CARNEIRO, R. L.; Alípio, A. C. N.; Bisch, P. M.; AZEVEDO, S. M. F. O.; PACHECO, A. B. F. 2011. The inhibitory effect of calcium on Cylindrospermopsis raciborskii (Cyanobacteria) metabolism. Brazilian Journal of Microbiology (impreso) 42: 1547-1559

- FERRÃO FILHO, A. S.; SOARES, M. C. S.; MAGALHÃES, V. F.; AGUIAR, D. G.; AZEVEDO, S. M. F. O. 2010. A rapid bioassay for detecting saxitoxins using a Daphnia acute toxicity test. Environmental Pollution (London) 158: 2084-2093

- CARVALHO, G. M. C.; OLIVEIRA, V. R.; SOARES, R. M.; AZEVEDO, S. M. F. O.; LIMA, L. M.; BARREIRO, E. J. L.; VALENÇA, S. S.; SALDIVA, P. H.; FAFFE, D. S.; ZIN, W. A. 2010. Can LASSBio-596 and dexamethasone treat acute lung and liver inflammation induced by microcystin-LR?. Toxicon (Oxford) 56: 604-612

DÖRR, F. A.; PINTO, E.; SOARES, R. M.; AZEVEDO, S. M. F. O. 2010. Microcystins in South American aquatic ecosystems: Occurrence, toxicity and toxicological assays. Toxicon (Oxford) 56: 1247-1256

## Libros
- CODD, G. A.; AZEVEDO, S. M. F. O.; BAGCHI, S. N.; BURCH, M. D.; CARMICHAEL, W. W.; HARDING, W. R.; KAYA, K.; UTKILEN, H. C. 2005. CYANONET A Global Network for Cyanobacterial Bloom and Toxin Risk Management. Paris: UNESCO Division of Water Sciences, 138 pp.

### Capítulos de libros
- GOMES, A. M. A.; MARINHO, M. M.; AZEVEDO, S. M. F. O. 2013. Which Factors are related to the success of Cylindrospermopsis raciborskii in Brazilian aquatic systems?. In: Aloysio da S. Ferrão Filho (org.) Cyanobacteria, ecology, toxicology and management. 1ª ed. New York: Nov Science Publishers, v. 1, p. 73-94.

- AZEVEDO, S. M. F. O.; CHERNOFF, C.; FALCONER, I. R.; HILBORN, E. D.; GAGE, M.; HOOTH, M. J.; JENSEN, K.; MACPHAIL, R.; ROGERS, E.; SHAW, G. R.; STEWART, I. 2008. Human Health Effects. In: H. Kenneth Hudnell (org.) Cyanobacterial Harmful Algal Blooms. New York: Springer, v. 619, p. 579-606.

- AZEVEDO, S. M. F. O. 2006. Agua e Saude Humana. In: Aldo C. Rebouças; Benedito Braga; José Galizia Tundisi (orgs.) Aguas doces no Brasil. 3ª ed. São Paulo: Escrituras Ed e Distribuidora de Livros Ltda, p. 241-267.

- AZEVEDO, S. M. F. O.; MAGALHÃES, V. F. 2006. Metodologia para quantificação de cianotoxinas. In: Pádua, V.L. (org.) Contribuição ao estudo da remoção de cianobactérias e microcontaminantes orgânicso por meio de técnicas de tratamento de água para consumo humano, p. 467-503.

- AZEVEDO, S. M. F. O.; VASCONCELOS, V. M. 2006. Toxinas de cianobactérias: Causas e conseqüências para a saúde pública. In: Pedro A Zagatto; Eduardo Bertoletti (orgs.) Ecologia Aquática Princípios e Aplicaçôes. São Carlos (SP): Rima Editora, p. 433-452.

## En Congresos
- ROCHA, M. I. A.; MAGALHAES V. F.; AZEVEDO, S. M. F. O. 2008. Microcistinas (cianotoxina) na comunidade planctônica do reservatório do funil: problemas à cadeia alimentar. In: I Simpósio de Recursos Hídricos - Bacia do Rio Paraíba do Sul, Resende

- AZEVEDO, S. M. F. O. 2000. First occurrence of toxic cyanobacteria in a reservoir of COPASA- Minas Gerais - Brazil. In: International Symposium on Sanitary and Environmental Engeneiring, Trento, p. 381-386.

## Revisora de periódicos
- 1995 - actual: Brazilian Journal of Biology
- 1998 - actual: Ciência e Cultura
- 1998 - actual: Brazilian Journal of Medical and Biological Research
- 1999 - actual: Acta Limnologica Brasiliensia
- 2000 - actual: Periódico: Toxicon
- 2000 - actual: Jornal Brasileiro de Nefrologia
- 2000 - actual: Environmental Toxicology
- 2000 - actual: Hoehnea (São Paulo)
- 2001 - actual: Bios (Belo Horizonte)
- 2001 - actual: Boletim Técnico do CEPTA
- 2002 - actual: Hydrologia
- 2005 - actual: Revista Brasileira de Botânica (Impresso)
- 2006 - actual: Anais da Academia Brasileira de Ciências (Impresso)
- 2006 - actual: Lakes and Reservoirs (Print)
- 2000 - actual: Environmental Health Perspectives

## Membresías
- Sociedad Botánica de Brasil[5]

### de Cuerpo editorial de periódicos
- 2000 - 2006: Environmental Toxicology
- 2001 - 2006: Environmental Toxicology
- 2001 - 2006: Environmental Toxicology
- 2011 - actual: Plos One

## Revisora de proyectos de fomento
- 1990 - actual: Conselho Nacional de Desenvolvimento Científico e Tecnológico
- 1990 - actual: Fundação Carlos Chagas Filho de Amparo à Pesquisa do Estado do RJ
- 1995 - actual: Coordenação de Aperfeiçoamento de Pessoal de Nível Superior
- 1995 - actual: Fundação de Amparo à Pesquisa do Estado de São Paulo
- 1997 - actual: Fundação de Amparo à Ciência e Tecnologia do Estado de Pernambuco

## Premios y títulos
- 1996: Honra al mérito, Ministerio da Saúde.
- 1996: Honra al Mérito, CNPq.
- 1996: agradecimiento Público, Reitoria da UFRJ.
- 1999: Charles C. Shepard Science Award, Centers for Disease Control and Prevention & Agency for Toxic Substances and Disease Registry.
- 1999: James H. Nakano Citation, Centers for Disease Control and Prevention.
- 1999: Honra al Mérito, Conselho Regional de Biologia dos Estados do RJ e ES.
- 2006: nominada Miembro de Comitê Científico, ILEC - International Lake Environment Committee Foundation.

- Portal:Biografías. Contenido relacionado con Botánica.
- Portal:Biología. Contenido relacionado con Taxonomía.